# Metaphycus mineus
Metaphycus mineus är en stekelart som beskrevs av Prinsloo 1985. Metaphycus mineus ingår i släktet Metaphycus och familjen sköldlussteklar.
Artens utbredningsområde är Namibia. Inga underarter finns listade i Catalogue of Life.